# Октоїх (літургія)

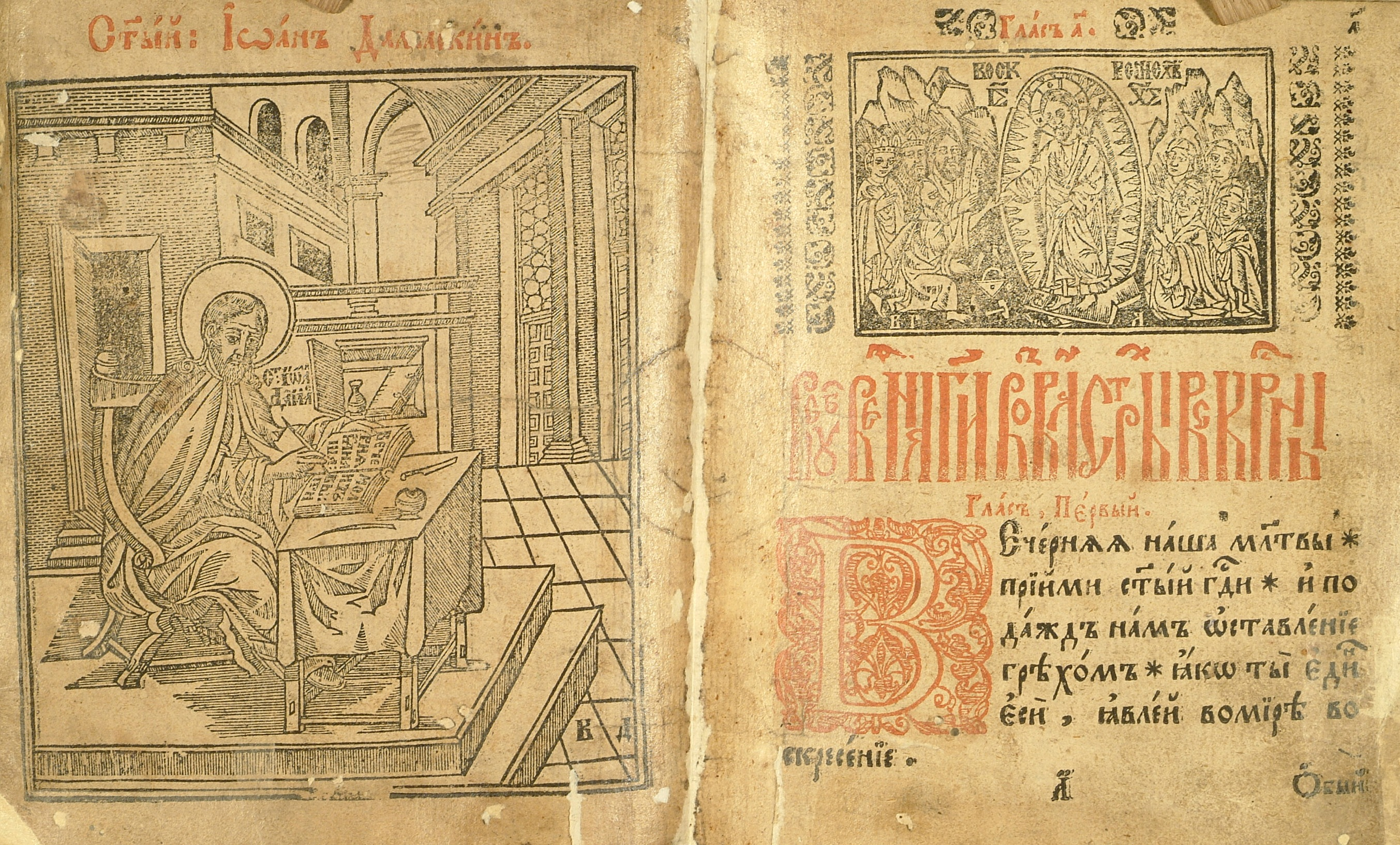
Октоїх, виданий 1629 року Спиридоном Соболем у Києві

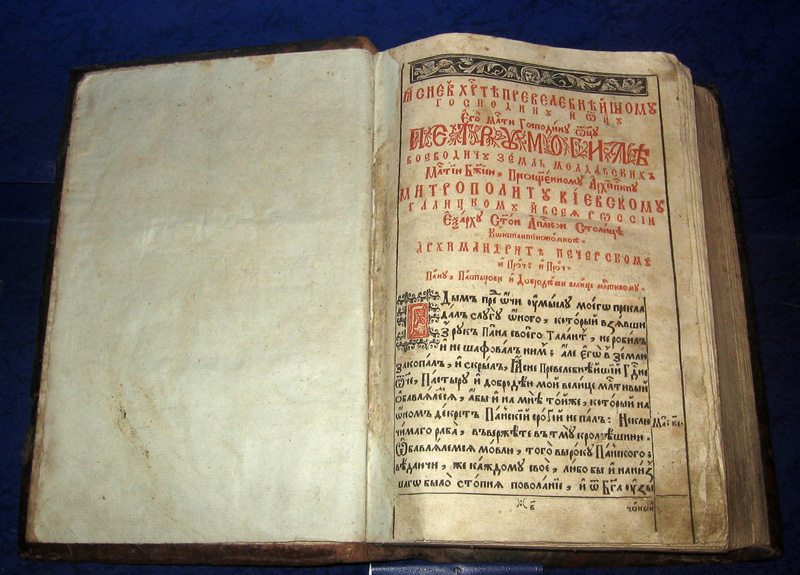
Октоїх, виданий у 1630 році Львівським православним братством

Окто́їх (грец. Ὀκτώηχος «осьмигласник», «голос») — богослужбова книга православної церкви, яка містить в собі чинопослідування вечірні, повечір'я, утрені та літургії для шести буденних днів тижня, а для недільних днів, крім того — малої вечірні і полуношниці. Всі ці піснеспіви за способом співу поділяються на вісім гласів (звідси назва книги) або наспівів, з яких кожен вживається в продовження однієї седмиці. Названий за належністю мелодійної системі осьмогласся.

## Історичний нарис

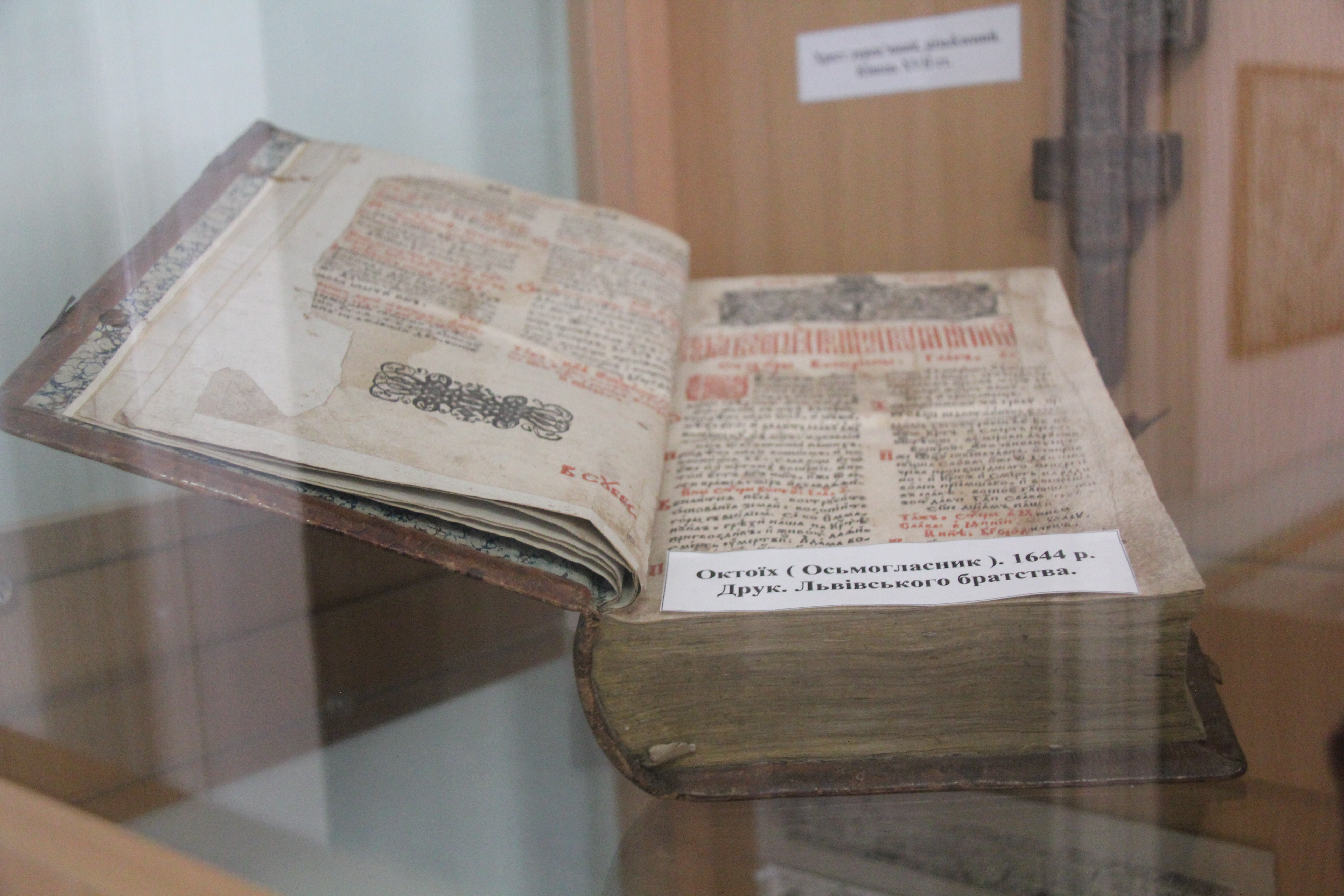
Октоїх в експозиції обласного краєзнавчого музею у Чернівцях

Октоїх сходить до єдиного комплексу співів тропарно-стихирного типу, що ймовірно склався в VII столітті і носив назву Тропологій (грец. Τροπολόγιον). Згодом єдиний кодекс розпався на мінейний (тексти нерухомого річного кола), тріодний (тексти рухомого великоднього кола) і октоїх (тексти седмічного кола). На ранній стадії розвитку осьмогласні комплекти седмичних співів отримали назву октоїх або паракліт (за деякими текстам, позначеним як «молебні», παρακλητικόι). Обидві назви — октоїх і паракліт — в ранній літургійній практиці могли застосовуватися для зібрань текстів з одними і тими ж присвятами, але також могли тлумачитися по-різному в різних місцевих традиціях. Найдавніший октоїх, що дійшов до наших днів (тільки тексти, фрагментарно, без музичної нотації) був складений наприкінці VIII — початку IX століть; нині відомий як Паракліт монастиря монастиря Св. Катерини на Синаї з сигнатурою Sinait. gr. 776.
1491 року в Кракові був надрукований перший український (кириличний) октоїх з українськими мовними ознаками, за ініціативи Швайпольта Фіоля в друкарні, заснованій за сприяння багатого краківського міщанина, райці, «правдивого гірничого короля Угорщини» Яна Тужона (Йоганна Турзо).
«Осмогласник», виданий в 1491 році, став першою книгою кирилицею в південно-слов'янських державах.
У 2016 році на державному рівні в Україні відзначався ювілей — 525 років з часу виходу у світ перших друкованих староукраїнською мовою книжок у Кракові Ш. Фіолем («Осьмогласник», «Часословець», «Тріодь цвітна» для церковного вжитку) (1491).